# Agrocybe smithii
Agrocybe smithii är en svampart som tillhör divisionen basidiesvampar, och som beskrevs av Watling och Howard E. Bigelow. Agrocybe smithii ingår i släktet marktofsskivlingar, och familjen Strophariaceae. Arten har ej påträffats i Sverige.